# متأنقان
متآنقان (بالإنجليزية: Two Gallants)‏ قصة قصيرة من تأليف الكاتب الأيرلندي جيمس جويس. نُشِرت القصة للمرة الأولى في عام 1914 مُضمَّنة في مجموعة جويس القصصية «ناس من دبلن» (Dubliners). عندما أرسل جويس مخطوطة «ناس من دبلن» للنشر في عام 1905 للمرة الأولى، رفض الناشر المجموعة بسبب هذه القصة بالتحديد، ولكنَّ جويس رفض التخلِّي عنها قائلاً أنَّه يُفضِّل حذف خمس قصص أخرى عن التخلِّي عن هذه القصة. وقبل أن تُنشر المجموعة في 1914 قام جويس بتعديل بضعة كلمات، ونُشِرت القصة مضمنةً فيها.

## القصة
تبدأ القصة في إحدى الأمسيات حيث يمشي كورلي، وهو رجل شاب، مع صديقه لينيهان ويُخبِره عن امرأة نجح في إغوائها، واستطاع أن يأخذ منها موعداً غرامياً. في الوقت الذي يمضي فيه كورلي مساءه في لقاءات غرامية مع النساء، ظلَّ لينيهان يتجوَّل حول شوارع دبلن قبل أن يجلس للعشاء وحيداً، وفي أثناء جلوسه للعشاء، مكث لينيهان يتأمَّل في حياته، التي بلغت واحد وثلاثين عاماً، وهو لا يشعر بالرضا عنها، فهو لديه حلم الاقتران بامرأةٍ بسيطة العقل. بعد العشاء، يقوم لينيهان ليتجوَّل قليلاً بعد، قبل أن يلتقي بكورلي في موعدهما المحدَّد. يٌُدِّم كورلي عملة ذهبية لصديقه استطاعت المرأة أن تسرقها من رئيسها في العمل تحت طلب كورلي، وهو سعيد بهذا التغيُّر في منحى الأمور، حيث اعتاد هو أن يصرف الأموال على النساء. تنتهي القصة بالرجلين يغادران ومعهما العملة الذهبية.